# Slowakei im Hoch- und Spätmittelalter
Dieser Artikel ist Teil des Artikels Geschichte der Slowakei

## Bergbau
Spätestens im 11. Jahrhundert begann in der Mittelslowakei die für die slowakische Geschichte so wichtige Förderung von Edelmetallen (anfangs Silber). Seit dem 13. Jahrhundert wurde im Revier von Banská Štiavnica/Schemnitz vor allem Silber mit Hilfe deutscher Einwanderer abgebaut. Die größten Goldgruben gab es in Kremnica/Kremnitz, wo 1328 auch die älteste bis heute arbeitende Münzstätte entstand. Eisenerz wurde im Komitat Gemer, Salz seit der 2. Hälfte des 13. Jahrhunderts in Solivar/Salzburg (heute Teil von Prešov) gewonnen. Um 1400 erreichte die Gold- beziehungsweise Silbergewinnung in der Slowakei 40 % beziehungsweise 30 % der gesamten damaligen Weltproduktion.
Vor allem der Bergbau machte aus der Slowakei im Mittelalter und bis ins 18. Jahrhundert das wohlhabendste Gebiet des Königreichs Ungarn. Auch die ersten mittelalterlichen Städte im Königreich Ungarn entstanden ab dem 13. Jahrhundert überwiegend auf dem Gebiet der heutigen Slowakei.

## 11. und 12. Jahrhundert

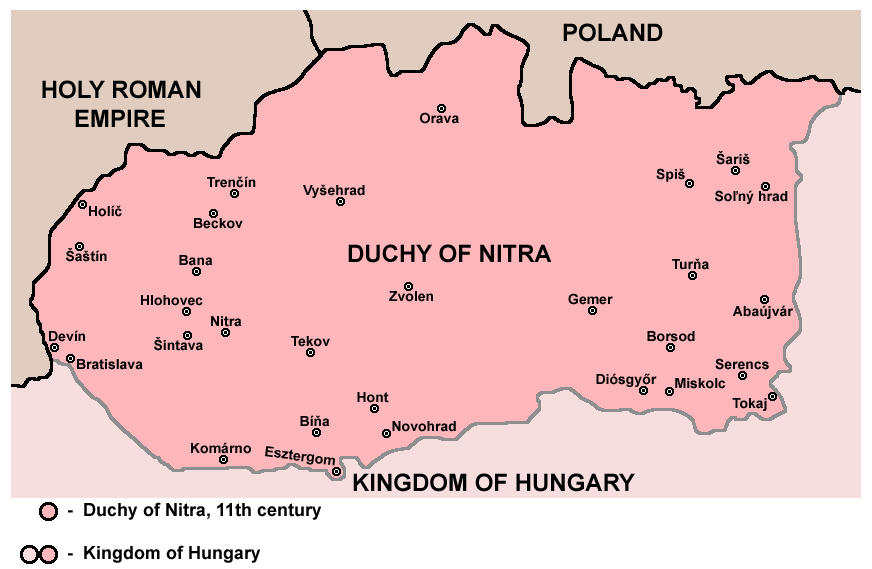
Das Herzogtum Nitra im 11. Jahrhundert

Das 11. und 12. Jahrhundert waren eine Zeit von Auseinandersetzungen zwischen dem Königreich Ungarn einerseits und dem Heiligen Römischen Reich und/oder Böhmen andererseits. 1042–1052 griff Heinrich III. sechsmal in Ungarn ein, dreimal davon wurde dabei die Westslowakei besetzt. In der Zeit von heftigen Thronkämpfen in Ungarn regierte 1074–1081 Solomon als von Heinrich IV. unterstützter Gegenkönig von Bratislava/Pressburg aus den angrenzenden Teil Ungarns.
Politisch entstand auf dem Gebiet der heutigen Slowakei 1048 das Herzogtum Nitra (Ducatus) (1048–1108). Es wurde von ungarischen Thronanwärtern regiert. Mit seiner Auflösung 1108 kam es zu einer vollständigen Eingliederung der Slowakei (genauer gesagt zumindest der bereits von Ungarn eroberten Gebiete der Slowakei) in das ungarische Königreich, die bis 1918 andauerte.
Um 1110 wurde das in der Zeit Großmährens bestehende Bistum von Nitra/Neutra erneuert, um die Empörung slowakischer Adliger wegen der Auflösung des Neutraer Grenzfürstentums (1108) zu lindern.
1116 verlor das Königreich Ungarn, und damit auch die heutige Slowakei, für immer einen Teil des heutigen Süd-Mährens an den böhmischen König. Der ungarische Gegenkönig Boris griff die Slowakei mit Unterstützung der Truppen der Nachbarländer 1132 und 1146 (mit Besetzung von Bratislava) an. In den 60er Jahren des 12. Jahrhunderts machte der ungarische Gegenkönig Stephan III. Bratislava zu seiner Residenz.
In der Mitte des 12. Jahrhunderts, vor allem jedoch im 13. Jahrhundert, begann die Besiedlung mancher Gebiete der Slowakei durch Deutsche.

## 13. Jahrhundert
Im 13. Jahrhundert entstanden im Königreich Ungarn auch die ersten Städte im rechtlichen Sinne. Die allerersten Gemeinden, die Stadtrechte vom König erhielten, liegen alle auf dem Gebiet der heutigen Slowakei. Es waren 1238 Trnava/Tyrnau, Banská Štiavnica/Schemnitz, Krupina/Karpfen und Zvolen/Altsohl. Weitere Städte folgten im Laufe des 13. und 14. Jahrhunderts. Bratislava und Nitra/Neutra waren jedoch de facto schon spätestens seit dem 9. Jahrhundert Städte, Banská Štiavnica seit etwa 1200. Die Führungsschicht der slowakischen Städte bestand vom 13. bis zum 15. Jahrhundert ausschließlich aus Deutschen.
Das prägendste Ereignis des 13. Jahrhunderts war der Einfall der Mongolen von 1241–1242. Die Mongolen zerstörten die Slowakei und das heutige Ungarn dermaßen, dass in manchen Gebieten (z. B. in der Zips) bis zu 50 % der Bevölkerung ums Leben kamen. 1242 kehrten die Mongolen nach Asien zurück. 1242 brachen zusätzlich noch Hunger und Epidemien aus. Der österreichische Herzog Friedrich von Babenberg versuchte, das ihm 1241 verpfändete Bratislava und angrenzende Komitate zu besetzen. Er wurde aber von dem slowakischen Adligen Achilles von Hunt-Poznan geschlagen. Der ungarische König Béla IV.  schickte Werber nach Deutschland, um die entvölkerten Gebiete wieder zu besiedeln (siehe hierzu auch Zips). Eine andere Folge des Mongoleneinfalls war die Förderung des Baus von Burgen aus Stein im Königreich Ungarn; am Anfang des 14. Jahrhunderts standen 97 der insgesamt 188 Burgen des Königreichs in der heutigen Slowakei oder in den angrenzenden Gebirgen des heutigen Nordostungarns.
1271 eroberte der böhmische König Ottakar II. im Zusammenhang mit den ungarisch-böhmischen Auseinandersetzungen von 1246–1278 die südwestliche Slowakei. Dieser Angriff endete mit dem Abschluss des ersten Friedens von Pressburg vom 2. Juli 1271. Er hielt nicht lange, da bereits 1273 ungarische Truppen Österreich und Mähren angriffen. Die Österreicher verwüsteten daraufhin Győr, die Mährer Nitra/Neutra, Ottakars Truppen die südwestliche Slowakei und Truppen aus Wien eroberten Bratislava samt Umgebung. Die tschechischen Truppen verließen die Slowakei erst 1276/1277.

## Zeit der Oligarchen (Ende des 13. Jahrhunderts bis 1321)

Das Kleinkönigtum Matthäus Csáks mit der Hauptstadt Trentschin im Nordwesten

Mit Andreas III. starb 1301 das Herrschergeschlecht Ungarns, die Árpáden, aus. Infolge der Schwäche der letzten Arpadenkönige wurde die Macht bestimmter Adelsgeschlechter (sog. Oligarchen) im Königreich Ungarn bereits in den 70er und 80er Jahren des 13. Jahrhunderts dermaßen stark, dass sie auf ihren jeweiligen Gebieten als unabhängige Herrscher über Ungarische Kleinkönigtümer fungierten. In der Slowakei waren dies Mattäus Csák III. von Trentschin in der West- und Mittelslowakei und Omodej von Aba in der Ostslowakei, im zwischen dem Deutschen Reich und Ungarn umstrittenen Grenzgebiet die Grafen von Güssing/Kőszeg. Mattäus war ein De-facto-Herrscher auf seinem Gebiet von 1296 bis zu seinem Tod 1321. Sein Sitz war die Burg von Trenčín/Trentschin. 1317 verwüstete Mattäus im Zuge dieser Kämpfe die historische Stadt Nitra und brannte sie nieder, wodurch viele wertvolle historische Dokumente verloren gingen. Omodej beherrschte sein Gebiet von 1283 bis zur 1312 ausgetragenen Schlacht von Rozhanovce, in der seine Söhne Johann, Niklas, David, Ladislaw, Omode und Dominik geschlagen wurden.
Im Jahre 1285 musste in diesem Zusammenhang sogar der ungarische König Ladislaus IV. die Mongolen in die Ostslowakei rufen, um ihm dort gegen seine eigenen Adligen zu helfen. Sie wurden aber von Omodej geschlagen. 1286 besetzten wiederum die Grafen von Güssing Bratislava und verwüsteten zusammen mit ihren österreichischen Verbündeten die angrenzende Slowakei. Sie wurden jedoch von Anhängern des Königs 1287 geschlagen. Im selben Jahr schlugen die Grafen von Güssing König Ladislaus IV. am Fluss Žitava (Südslowakei), der König flüchtete in die Liptau, verhandelte dort wieder mit den Mongolen, ging mit ihnen ein geheimes Bündnis ein, aber der anschließende Mongoleneinfall von 1287–1288 in der Zips wurde von den Oligarchen wieder zurückgeschlagen. Etwa zur gleichen Zeit nutzte 1287 Albrecht I. von Habsburg die Anarchie in Ungarn aus und eroberte Bratislava. Nachdem er Bratislava zu seinem Sitz machte, eroberte er von hier aus die angrenzenden Gebiete in der Slowakei und im Burgenland. Die südwestliche Slowakei wurde von dem Slowaken Abrahám Rúfus 1291 zurückerobert, die restlichen Gebiete samt Bratislava fielen durch den Frieden von Hainburg am 28. August 1291 wieder an Ungarn.

## Könige aus dem Haus Anjou
Nach der Herstellung geordneter Verhältnisse in seinem Königreich nach dem Tod von Mattäus Csák im Jahre 1321 begann im gesamten Königreich Ungarn, vor allem jedoch in der Slowakei, ein goldenes Zeitalter. Der Bergbau in der Slowakei wurde weiter ausgeweitet. Die Slowakei war das Gebiet mit der höchsten Verstädterungsrate: 60 der 100 Städte im Königreich Ungarn befanden sich in der Slowakei.
1323–1338 wurde im Königreich eine große Währungs- und Steuerreform durchgeführt. Sie war nur dank der reichen Vorkommen an Edelmetallen in der Slowakei und in Siebenbürgen möglich. 1328 wurde die Münzprägestätte von Kremnica/Kremnitz gegründet, die heute die älteste noch betriebene Münzprägestätte der Welt ist. 1338 ermöglichte eine erhöhte Goldförderung in der Region von Kremnitz die Einführung einer Goldwährung. Da sich ihr hoher Edelmetallgehalt nur geringfügig änderte, gehörten die später als „Kremnitzer Dukaten“ bezeichneten Goldmünzen bis 1919 zu den begehrtesten Währungen Europas.
Die Slowaken setzten sich allmählich gegen die deutsche Führungsschicht in den Städten durch. So genehmigte bereits 1381 der König in Žilina/Sillein im Privilegum pro Slavis den Slowaken die Hälfte der Sitze im Stadtrat. Ähnlich war die Lage in St. Benedikt schon seit 1328. Das Ende des 14. Jahrhunderts ist auch die Zeit, in der die tschechische Sprache als Schriftsprache neben der seit langem verwendeten lateinischen Sprache in viele Gebiete der Slowakei vorzudringen begann.

## Sigismund von Luxemburg (1382–1437)
Der mitteleuropäische König Sigismund hatte zahlreiche Kämpfe zu bewältigen  (er kämpfte u. a. gegen die Türken (seit 1389/1396), gegen verschiedene Magnaten des Königreichs Ungarn und die tschechischen Hussiten (1419–1437)). Diese wurden weitgehend durch Veräußerung des Besitzes der Krone an den Hochadel sowie durch die Gewinnung von beträchtlichen Mengen an Gold und Silber in der Slowakei finanziert. Die Gold- beziehungsweise Silbergewinnung in der Slowakei erreichte unter Sigismund 40 % beziehungsweise 30 % der gesamten damaligen Weltproduktion.
1385 musste Sigismund, um in Böhmen Kredit für seine Kriege zu bekommen, die Komitate Bratislava, Nitra/Neutra und Trenčín/Trentschin seinen mährischen Cousins verpfänden. Im Königreich Ungarn wurde inzwischen von seiner Gegenpartei Karl II. auf den Thron gesetzt, der aber 1386 von dem slowakischen Adligen Blažej Forgáč, einem Anhänger der Ehefrau von Sigismund, ermordet wurde.
1395 schlugen die ungarischen Truppen bei Prešov/Eperies den polnischen König Władysław II. Jagiełło, der den ungarischen Thron aufgrund verwandtschaftlicher Beziehungen beanspruchte. 1396 verlor Sigismund eine wichtige Schlacht gegen die Türken bei Nikopol, bei der auch zahlreiche Adlige aus der Slowakei, zum Beispiel der slowakische Palatin Ungarns Leustach von Jelschau, ums Leben kamen. Einer der Führer der Truppen war auch Stibor zo Stiboríc a Beckova (Stibor von Stiborice und Beckov), ein ethnisch polnischer Adliger, der nach 1388 riesige Besitztümer in der West- und Mittelslowakei erwarb und als „kleiner slowakischer König“ bezeichnet wurde.
1401 und 1403 wurde Sigismund im Rahmen einer Verschwörung von einer Oligarchenclique unter der Führung u. a. von Tomáš Ludanický (slowakischer Bischof von Eger (Ungarn)) vorübergehend abgesetzt, wobei auch Sigismunds mährische Cousins und Stibor von Stiborice und Beckov die Westslowakei besetzten. 1402 bestätigte der in Bratislava abgehaltene Landtag den Vertrag zwischen Sigismund und dem österreichischen Herzog Albrecht II. von Habsburg, nach dem Albrecht der König Ungarns wird, wenn Sigismund keine männlichen Nachkommen hat. Die Habsburger beanspruchten bis 1526 aufgrund dieses Vertrags den ungarischen Thron. 1403 halfen die Truppen von Stibor von Stiborice und Beckov Sigismund, den Gegenkönig Ladislaus von Neapel zu schlagen, der aus einem Aufstand in Kroatien hervorging. 1405 wurden alle Städte im Königreich Ungarn zu Königlichen Freistädten erklärt, wodurch sie den Status eines Lehnsherren erhielten. 1412 wurden zudem Zipser Gebiete an Polen verpfändet (siehe unter Zips).
Im 15. Jahrhundert wurde die Slowakei von den Ereignissen in Böhmen und Mähren maßgeblich beeinflusst. Im Zuge der dortigen Kämpfe Sigismunds gegen die aufständischen (antikatholischen und antideutschen) Hussiten (1419–1437) unternahmen die tschechischen Hussiten 1428–1435 auch einige mehr oder weniger räuberische Feldzüge in das benachbarte Königreich Ungarn. Sämtliche dieser Feldzüge waren auf die heutige Slowakei beschränkt: 1428 (Bratislava niedergebrannt), 1430 (Hussiten in der sgn. Dreifachschlacht von Tyrnau (Trnava) geschlagen), zweimal 1431, 1432 (Besetzung von Trnava, fehlgeschlagene Besetzung von Bratislava), 1433, 1434. Seit dem Feldzug von 1431 hinterließen die Hussiten dauerhafte Besatzungen in der Slowakei (u. a. Žilina, Likava, Topoľčany, Trnava). Nach ihrer Niederlage in ihrer Heimat Böhmen (Schlacht von Lipan) am 30. Mai gelang es Sigismund bis 1435 langsam die Besatzungen der Hussiten aus der Slowakei zu verdrängen. Die wichtigste Folge dieser Kämpfe mit den Hussiten war die Slowakisierung einiger Städte (zum Beispiel Žilina, Topoľčany und Skalica), weil ihre deutschen Bürger vor den Hussiten flüchteten.

## 1437–1457
Nach dem Tod von König Albrecht II. gebar seine Witwe, Elisabeth von Habsburg, 1440 Ladislaus Postumus in Komárno/Komorn und ließ ihn im Mai mit der aus Visegrád gestohlenen Krone krönen. Parallel dazu ließ ein Teil des Adels, die so genannte Hunyadi-Partei, den polnischen König Ladislaus III. (Wladislaw III.) im Juli krönen. Die Slowakei wurde, wie so oft in der Geschichte, zum Schlachtfeld der beiden Thronanwärter.
1440 heuerte Elisabeth den tschechischen Adligen Johann Giskra von Brandeis (Ján Jiskra z Brandýsa) an, um die Interessen ihres Sohnes in Ungarn zu wahren. Giskras Truppen bestanden aus ehemaligen Hussiten. Er besetzte bis 1441 alle strategisch wichtigen Burgen und Städte der Slowakei außer Košice/Kaschau und Bratislava. 1442 überließ Elisabeth Ladislaus III. den Thron. Giskra blieb aber weiterhin in der Slowakei, um den künftigen Thronanspruch von Ladislaus Postumus sicherzustellen.
Nach dem Tod von König Ladislaus III. im Kampf gegen die Türken wurde 1447 Johann Hunyadi zum „Reichsverweser“ gewählt. Es folgten Kämpfe des Reichsverwesers Hunyadi sowie von slowakischen Adligen im Auftrag Hunyadis gegen Johann Giskra, der immer noch die Slowakei beherrschte. Nach langen Kämpfen verlor Giskra 1453 sämtliche Gebiete in der Slowakei, da der 13-jährige Ladislaus Postumus vom Landtag in Bratislava endlich als König von Ungarn anerkannt wurde (wobei jedoch Hunyadi weiterhin der faktische Herrscher blieb), wodurch Giskras Aufenthalt in der Slowakei nicht mehr zu rechtfertigen war.
Johann Hunyadi und sein Nachfolger Matthias Corvinus mussten den Jahren 1445–1458/1467 auch gegen die sog. Brüder (slowakisch bratríci, tschechisch bratříci) in der Slowakei kämpfen. Die Bratríci waren post-hussitische tschechische Soldaten vor allem in der Slowakei, die unter der Führung ihrer ehemaligen hussitischen Führer vor allem die Ostslowakei besetzten und die Einwohner ausraubten. Viele von ihnen waren Deserteure aus Giskras Truppen, weil sie nicht bezahlt worden waren. Der 1453 aus dem Königreich Ungarn verbannte Giskra musste ein Jahr später wieder nach Ungarn berufen werden, um die Bratríci zu schlagen, was ihm aber nur teilweise gelang.
In der Ostslowakei schlossen sich unterdessen 1440–1445 fünf expandierende königliche Freistädte zur so genannten Pentapolitana zusammen (Košice/Kaschau, Levoča/Leutschau, Prešov/Eperies, Bardejov/Bartfeld und Sabinov/Zeben). Sie spielte in der Geschichte immer wieder eine wichtige Rolle.

## Matthias Corvinus (1458–1490)
1458 wurde Matthias Corvinus zum König von Ungarn gewählt. Dieser sehr gebildete König kämpfte gegen die Türken im Süden, gegen den böhmischen König Georg von Podiebrad (in den Jahren 1468–1471), gegen Ladislaus von Polen (1471–1479), Kaiser Friedrich III. (1459–1460 und 1477–1487) und in der Slowakei gegen Johann Giskra (1460–1462) und gegen die Bratríci (1458–1467).
In der Slowakei wandte er sich entschlossen gegen die bereits oben erwähnte Bratríci-Bewegung. 1458 erreichten die Brüder ihre größte Macht, als sie mit 20.000 Mann die ganze Ostslowakei und Teile des West- und Mittelslowakei von 36 Schlössern und Burgen aus beherrschten. Die seit 1460 zusammen mit Giskra kämpfenden Bratríci wurden 1467 endgültig geschlagen.
1471–1472 organisierten einige Magnaten eine Verschwörung gegen den König. Die Magnaten boten dem polnischen Königssohn Kasimir IV. den Thron an, der dann im Winter 1471 fast die gesamte Slowakei besetzte und Nitra/Neutra zu seinem Sitz machte. Die Polen und die Verschwörer wurden aber von königlichen Truppen geschlagen. Ein zweiter Einfall aus Polen in die Slowakei fand 1473–1474 statt, endete aber erneut mit einer Niederlage der Invasoren.
Matthias Corvinus’ Regierungszeit war mit einem wirtschaftlichen und kulturellen Aufschwung verbunden. So schlossen sich 1487 sieben Bergstädte im Nordosten des Königreichs (fünf davon in der Slowakei) zur Vereinigung der 7 nordungarischen Bergstädte (Heptapolitana) zusammen (Gelnica/Göllnitz, Smolník/Schmöllnitz, Jasov/Jossau, Spišská Nová Ves/Zipser Neudorf, Telkibánya/Telken und Rudabánya/Ruda). 1467 nahm zudem dank Matthias in Bratislava die Universitas Istropolitana (seit dem 16. Jahrhundert fälschlicherweise Academia Istropolitana genannt), die erste Universität auf dem Gebiet der Slowakei und damals die einzige Universität Ungarns, ihren Betrieb auf. Obwohl sie bereits mit dem Tod des Königs (1490) wieder schließen musste, hatte sie einige hervorragende europäische Lehrer.

## Könige aus dem Haus Jagiello (1490–1526)
Aus diesem Herrscherhaus stammten Ladislaus II. (Wladislaw II.) (1490–1516), seit 1471 auch böhmischer König, und Ludwig II. (1516–1526), zugleich böhmischer König. Ladislaus verbrachte – wohl wegen der günstigen Lage – die meiste Zeit in Bratislava. Sie kämpften gegen die Türken im Süden, gegen Johann Albert (1490–1492), den römisch-deutschen König Maximilian I. (1490–1491) sowie gegen einige Magnaten im Königreich Ungarn.
Am Anfang seiner Regierung hatte Ladislaus II. mehrere Gegenkönige. Einer davon, sein Bruder und polnischer König Johann Albert, griff 1490 und 1491 die Ostslowakei an. Im Dezember 1491 unterlag er jedoch dem Adligen Johann Zápolya I. bei Prešov/Eperies. Etwa zur gleichen Zeit (1490–1491) eroberte ein anderer Gegenkönig, Maximilian I. aus dem Hause Habsburg, die seinerzeit unter Matthias Corvinus verlorenen Gebiete Österreichs zurück und eroberte zudem die westlichen Grenzgebiete des Königreichs Ungarn, wobei er auch in Bratislava einzog. Durch den anschließenden (zweiten) Frieden von Pressburg vom 7. November 1491 verzichtete das Königreich Ungarn auf Niederösterreich und sagte Maximilian den Thron für den Fall zu, dass Ladislaus keine männlichen Nachkommen hinterlassen sollte.
Im Wirtschaftsbereich gründeten 1495 Juraj Turzo (Georg Thurzo, ung. György Thurzó) aus der Slowakei und die Fugger aus Deutschland die Gesellschaft „Ungarischer Handel“ (später „Neusohler Kupferhandel“ genannt), die zum größten Kupferproduzenten und -händler der Welt der ersten Hälfte des 16. Jahrhunderts avancierte und eines der ersten (wenn nicht das allererste) frühkapitalistische Unternehmen der Welt war. Es hatte Handelszentren in ganz Europa.
Die Regierung der Jagiello-Könige, insbesondere die von Ludwig, war durch Anarchie im gesamten Königreich gekennzeichnet, die dann letzten Endes zur Katastrophe von Mohács im Jahre 1526 führte. Die Tätigkeit der mittelslowakischen Adelsfamilie Dóci (Dóczy) in den Jahren 1491–1514 (sie führte Krieg gegen die Bewohner der mittelslowakischen Bergbaustädte), der Aufstand des Dózsa von 1514 (brutal niedergeschlagener Aufstand armer Leute im heutigen Ungarn und Teilen der Slowakei, einschl. Bratislava) sowie der Aufstand der Bergleute in der Slowakei von 1525–1526 (der größte Aufstand dieser Berufsgruppe in der Slowakei im Mittelalter) demonstrieren dies sehr gut.